# Riihimäki Cocks
Riihimäki Cocks (em finlandês:  Riihimäen Cocks) é um clube finlandês de andebol sediado em Riihimäki. É o atual campeão finlandês.

## História
O Riihimäki Cocks foi fundado em 1973, quando o clube decidiu separar-se do RiPS. A equipa recém-criada foi promovida na época seguinte após disputar a segunda divisão do Campeonato Finlandês, disputando a mais alta divisão durante a temporada seguinte.
A equipa alcançou o pódio do campeonato pela primeira vez em 1977, quando terminou em segundo lugar.
O clube sagrou-se campeão finlandês em 2007 e repetiu o feito em 2008, conquistando também a dobradinha ao vencer as Taças da Finlândia das mesmas época.
Atualmente, é pentacampeão da Finlândia.

## Palmarés
Campeonato Finlandês de Andebol: 11
- 2007, 2008, 2009, 2010, 2013, 2014, 2015, 2016, 2017, 2018, 2019

Taça da Finlândia de Andebol: 10
- 2007, 2008, 2010, 2011, 2013, 2015, 2016, 2017, 2018, 2019

Liga Balta: 4
- 2016, 2017, 2018, 2019

## Histórico europeu
| Época   | Competição               | Fase           | Adversário           | 1.ª mão | 2.ª mão | Agregados |
| ------- | ------------------------ | -------------- | -------------------- | ------- | ------- | --------- |
| 2016–17 | Liga dos Campeões da EHF | FQ             | RK Gorenje Velenje   | 25–28   | 25–28   | 3.º lugar |
| 2016–17 | Liga dos Campeões da EHF | FQ             | Red Boys Differdange | 30–21   | 30–21   | 3.º lugar |
| 2016–17 | Taça EHF                 | R3             | NMC Górnik Zabrze    | 30–19   | 29–30   | 59–49     |
| 2016–17 | Taça EHF                 | Fase de Grupos | Melsungen            | 28–29   | 19–33   | 4.º lugar |
| 2016–17 | Taça EHF                 | Fase de Grupos | Helvetia Anaitasuna  | 28–33   | 24–30   | 4.º lugar |
| 2016–17 | Taça EHF                 | Fase de Grupos | Benfica              | 21–23   | 25–26   | 4.º lugar |
| 2017–18 | Liga dos Campeões da EHF | FQ             | Sporting CP          | 27–31   | 27–31   | 4.º lugar |
| 2017–18 | Liga dos Campeões da EHF | FQ             | Tatran Prešov        | 27–30   | 27–30   | 4.º lugar |
| 2017–18 | Taça EHF                 | R2             | Achilles Bocholt     | 35–40   | 37–25   | 72–65     |
| 2017–18 | Taça EHF                 | R3             | RD Riko Ribnica      | 24–17   | 25–29   | 49–46     |
| 2017–18 | Taça EHF                 | Fase de Grupos | Frisch Auf Göppingen | 20–31   | 27–33   | 4.º lugar |
| 2017–18 | Taça EHF                 | Fase de Grupos | RD Koper             | 27–32   | 25–23   | 4.º lugar |
| 2017–18 | Taça EHF                 | Fase de Grupos | RK Nexe              | 24–31   | 20–22   | 4.º lugar |